# Рупель (форт)

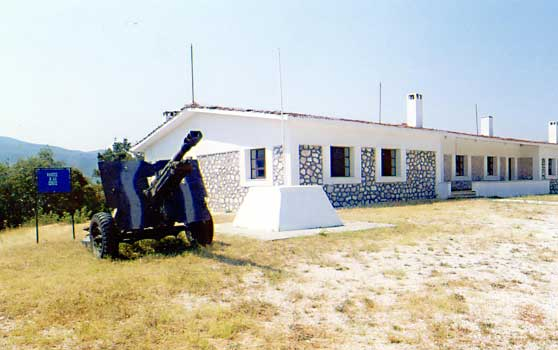
Внешний вид музея

Форт Рупел (греч. Οχυρό Ρούπελ) — форт в деревне Клидион на греко-болгарской границе, Центральная Македония, Греция, частично открыт для посетителей в качестве военно-исторического музея.

## История форта
Первые укрепления были построены в 1914 году. Перед Второй мировой войной форт был перестроен, став одним из фортов линии Метаксаса. Форт прославился своей героической обороной во время германского вторжения в Грецию в апреле 1941 года.
Укрепления Рупеля находятся недалеко от национальной дороги Серре — Промахонас, ведущей к греко-болгарской границе. Они построены в непосредственной близости от узкого ущелья Рупеля, через которое течёт река Стримонас. Эта позиция имела стратегическое значение для входа на греческую или болгарскую территорию и была укреплена с 1914 года.
Форт стал известным во время Первой мировой войны. Германофильское окружение греческого короля Константина, вопреки политическому руководству страны, возглавлявшемуся Элефтериосом Венизелосом, делало всё возможное чтобы не допустить вступления Греции в войну на стороне Антанты, что привело к Национальному расколу.
В июле 1916 года болгарская армия попыталась вступить на территорию нейтральной тогда Греции. «Героическая трёхдневная оборона гарнизона соседнего с Рупелем форта Маври Петра (тур. Караташ — Чёрный камень) сделала командира гарнизона, лейтенанта Кондилиса, мифическим героем в глазах греческого народа». Последовавший приказ о сдаче фортов Рупел и Маври Петра, открывший болгарам дорогу в Центральную и Восточную Македонию, был сочтён национальным предательством и стал одной из причин изгнания короля.
Стратегическое значение Рупеля было вновь оценено перед Второй мировой войной и форт Рупел, в числе других 20 фортов, был включён в построенную на греко-болгарской границе оборонительную линию Метаксаса.
Успешная оборона «Линии», включая форт Рупел, её гарнизонами в апреле 1941 года, против германских войск, получила в греческой историографии имя Сражение фортификаций (греч.  Μάχη των Οχυρών ). Гарнизоном Рупеля (27 офицеров и 950 рядовых) командовал майор Дуратсос, Георгиос. Германская атака началась 6 апреля в 5 утра и успешно отражалась в течение 3-х дней. 9 апреля Дуратсос через германских парламентёров узнал о приказе командования группы дивизий Восточной Македонии сдаться. Ответ Дуратсоса «форты не сдают, а занимают с боем» отмечается во всей греческой историографии о сражении. Дуратсос продолжил бой. Лишь связавшись 10 апреля с командованием своей дивизии и получив заверения германского командования о почётных условиях сдачи, Дуратсос со своим гарнизоном оставил форт. На выходе из форта греческим солдатам отдал честь выстроенный немецкий почётный караул.

## Музей
Сегодня одна из галерей форта открыта для посетителей в качестве маленького музея. В галерее для посетителей представлены диорамы, макеты в натуральный размер, представляющие греческих солдат-участников сражения (стрелка, хирурга, оперирующего раненного солдата, сержанта в офисе лейтенанта). Галерея открывается только раз в году, в годовщину Сражения фортификаций (6-9 апреля 1941). Наземный павильон открыт круглый год. Здесь представлены оружие, мундиры, медали за мужество, личные вещи солдат и детальная карта Сражения 1941 года

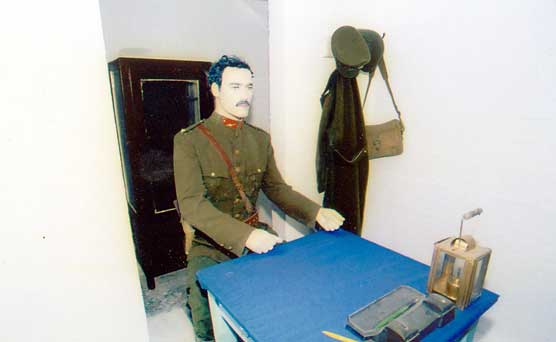
Сержант
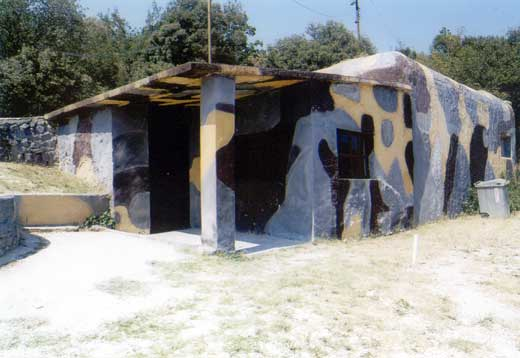
Вход в туннель
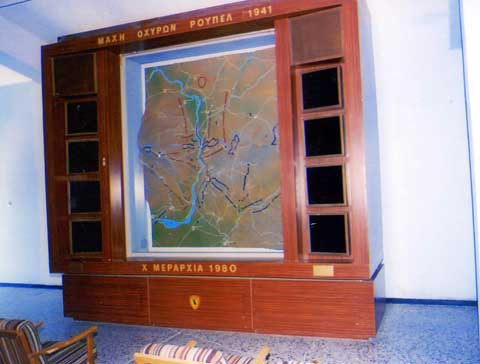
Карта сражения за форт в апреле 1941 года

## Источник
- The original version of this article partially was taken from the corresponding article at the Museums of Macedonia website, commissioned by the Macedonian Heritage foundation, written by Vlasis Vlasidis, and published under a CC-BY-SA-3.0 license.